# Cihanbeyli
Cihanbeyli est une ville et un district de Turquie situés dans la région de l'Anatolie centrale, dans la province de Konya. La ville compte 56 200 habitants [Quand ?].